# Bekappen

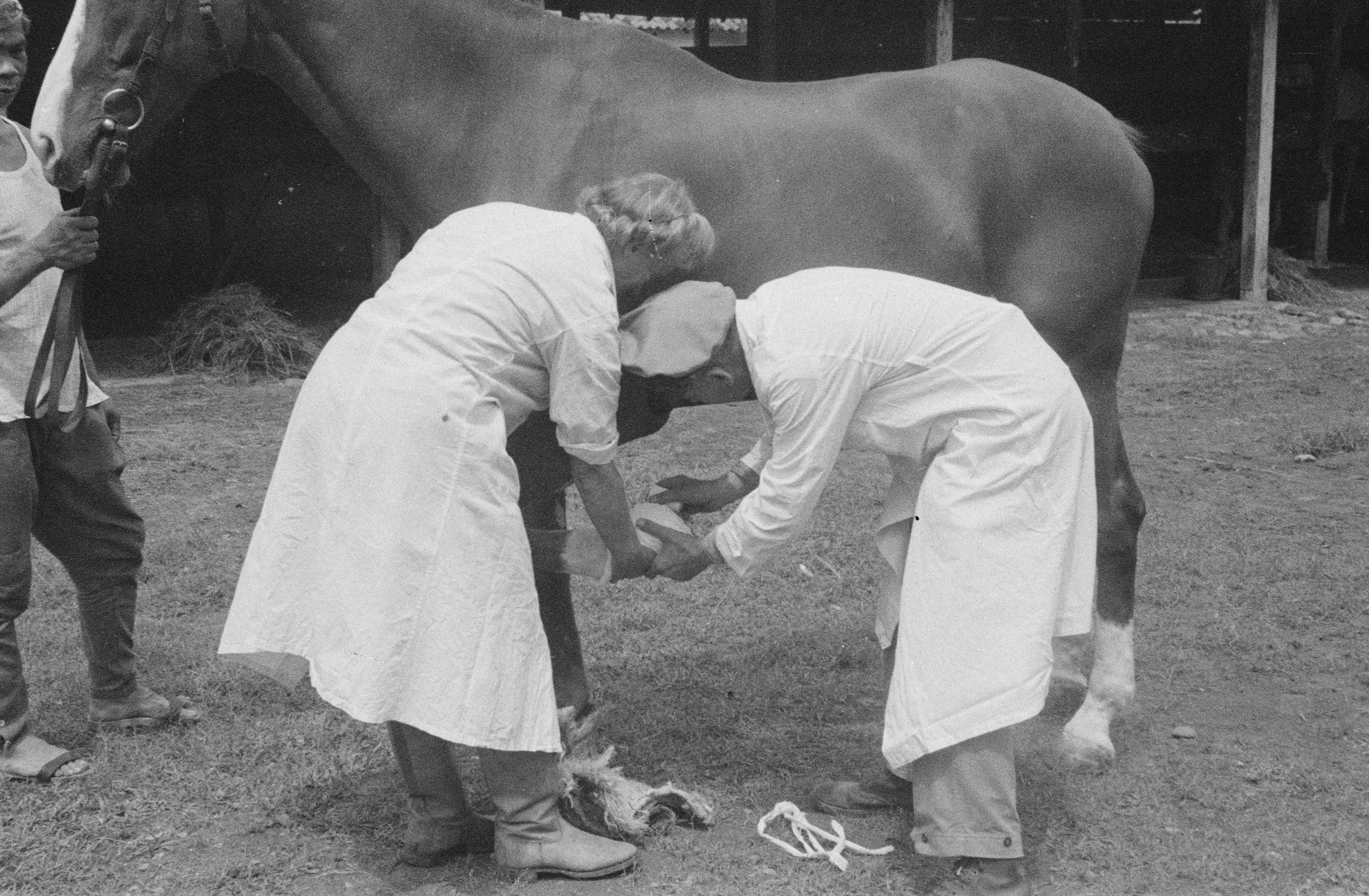
Verzorging paardenhoef

Bekappen is een methode om hoeven/klauwen van dieren te verzorgen, omdat ze bij de afwezigheid van voldoende natuurlijke slijtage te veel uitgroeien.
Dieren met hoeven/klauwen die in gevangenschap gehouden worden moeten regelmatig bekapt worden. Dit geldt dus bijvoorbeeld voor koeien, paarden en geiten. In de vrije natuur slijten de hoeven/klauwen door de afstanden die afgelegd worden op zoek naar voedsel. In gevangenschap bewegen de dieren veel minder, zodat de hoeven te lang worden. Zoals bij mensen de nagels regelmatig geknipt worden, moeten bij dieren de hoeven/klauwen bekapt worden.
Dit bekappen kan met behulp van verschillende gereedschappen, zoals een kniptang, een kapmes, een kapschaar of een hoefrenet.

## Paarden
Omdat de hoeven van paarden door het lopen op een zachte ondergrond niet genoeg slijten moeten ze regelmatig bekapt worden. Daarnaast worden ze vaak met hoefijzers beslagen.
Er zijn paardenkenners die menen dat het voor de dieren beter is indien ze onder natuurlijker omstandigheden worden gehouden dan in maneges gebruikelijk is. Hoefijzers zouden onnodig schade toebrengen aan de hoef.
Men pleit voor 'natuurlijk bekappen'. De paarden zouden, naast weide, permanent de beschikking moeten hebben over een verharde loopruimte. Te weinig slijtage zou dan vanzelf worden verholpen.

## Koeien en geiten
Bekapping is ook noodzakelijk bij koeien en geiten. Om de klauwen van dit vee gezond te houden moeten ze regelmatig worden gecontroleerd. Voor koeien is dat ongeveer twee maal per jaar en voor geiten eens per twee maanden. Naast de bovengenoemde gereedschappen worden ook wel een slijptol met een bekapschijf gebruikt.
Het bekappen voor de koeien kan door de boer, dierenarts of gespecialiseerde klauwbekapper gedaan worden.